# Ivrea
Ivrea – miasto i gmina we Włoszech, w regionie Piemont, w prowincji Turyn.
Ivrea położona jest nad rzeką Dora Baltea, lewym dopływem Padu. Jest stolicą geograficzno-historycznej krainy Canavese. Przed Ivreę przechodzi historyczny, transalpejski szlak komunikacyjny w Europie Via Francigena.
Według danych na rok 2004 gminę zamieszkuje 23 507 osób, 783,6 os./km².
Patronem miasta jest św. Sabin ze Spoleto. W mieście odbywa się corocznie słynna bitwa na pomarańcze.
Z Ivrea pochodzi Paola Paggi, włoska siatkarka, mistrzyni świata.

## Historia
Po raz pierwszy Ivrea pojawiła się na kartach historii jako stacja kawalerii przy strategicznym szlaku przez Alpy w 100 p.n.e. W czasach antycznych nosiła nazwę Eporedia.
Po upadku cesarstwa zachodniorzymskiego miasto stało się siedzibą Longobardów i stolicą jednego z ich księstw (VI-VIII w.).
Pod władzą Franków (IX w.) Ivrea była stolicą hrabstwa (od 888). Ostatnim hrabią był Arduin z Ivrei, a po jego śmierci zlikwidowano hrabstwo, a miasto dostało się pod rządy biskupa. W ciągu następnego wieku Ivrea była wolnym miastem.
W 1238 miasto zdobył cesarz Fryderyk II. Później o władzę nad Ivreą spierali się: biskup, hrabia Monferrato oraz dynastia sabaudzka.
W 1356 nabył Ivreę Amadeusz VI hrabia Sabaudii. Z wyjątkiem krótkiego epizodu pod koniec XVI w., kiedy miasto zdobyli Francuzi, Ivrea znajdowała się pod władzą hrabiów, później książąt, a w końcu królów z dynastii sabaudzkiej do 1800.
26 maja 1800 miasto zostało zdobyte przez Napoleona, który nim władał do 1814.
W latach 1814–1861 miasto wróciło pod władzę królów Królestwa Sardynii, a później zostało włączone do Królestwa Włoch.

## Miasta partnerskie
- Radowce, Rumunia
- Monthey, Szwajcaria
- Lüneburg, Niemcy

## Galeria

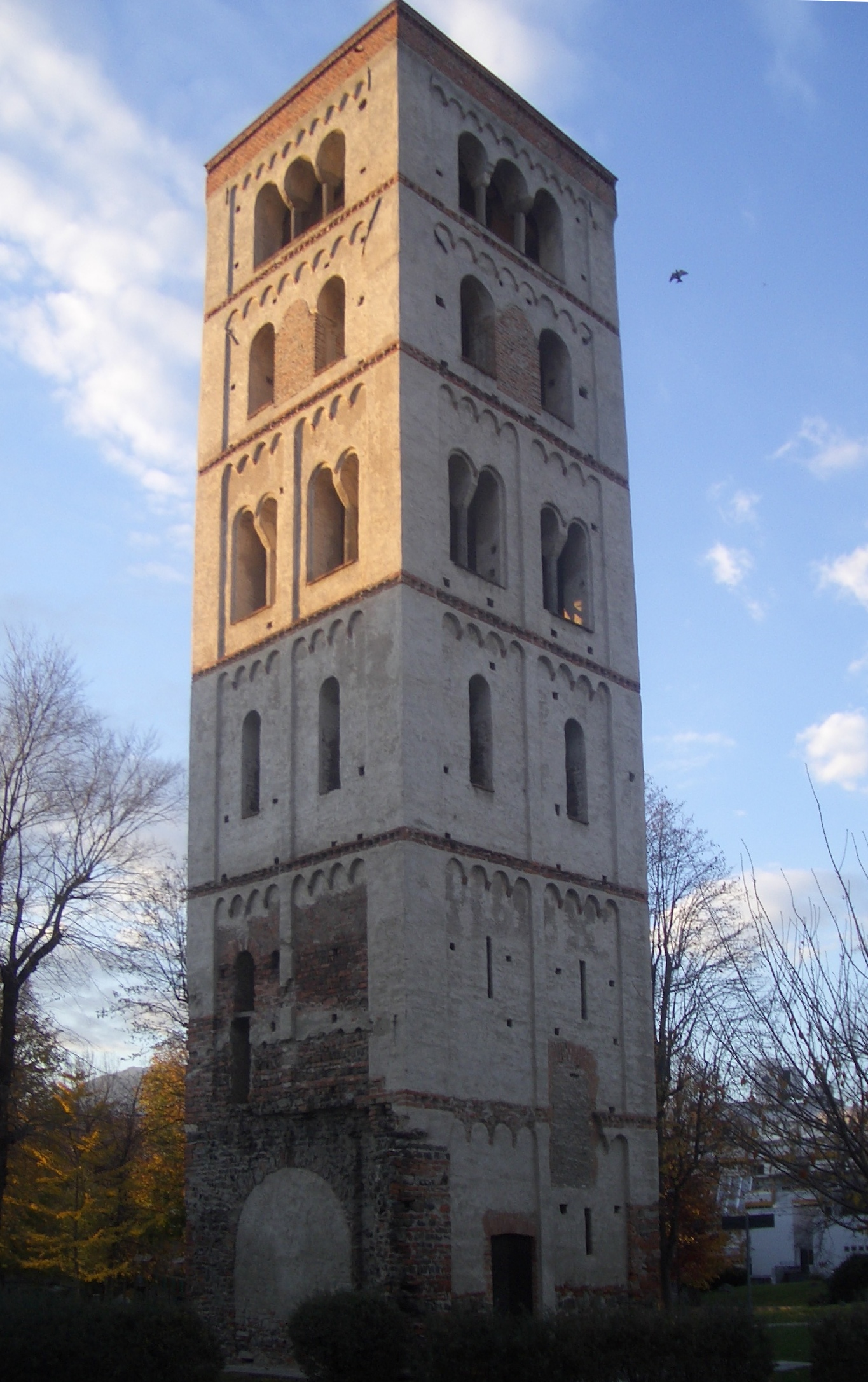
Wieża Św. Stefana
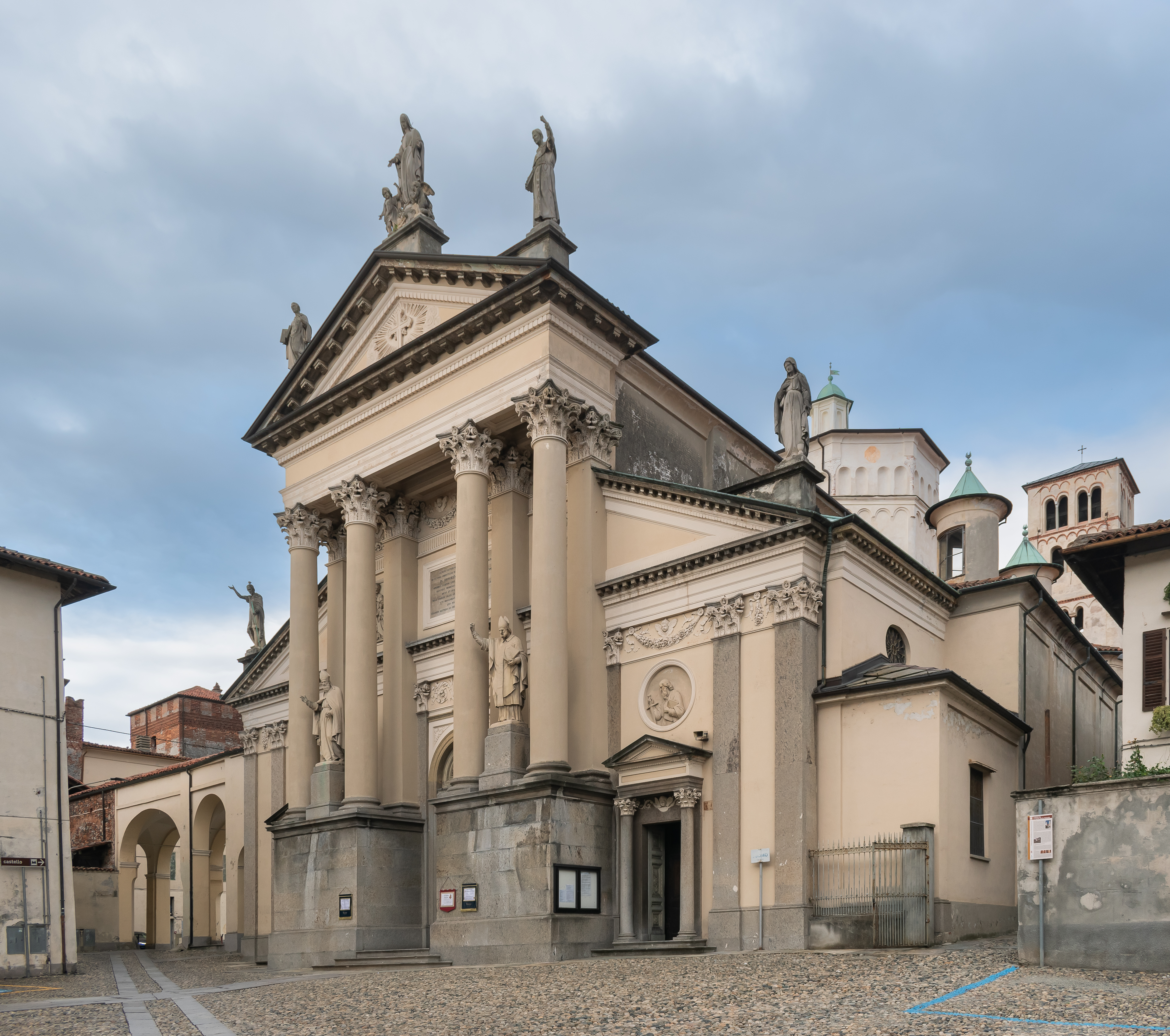
Katedra w Ivrei
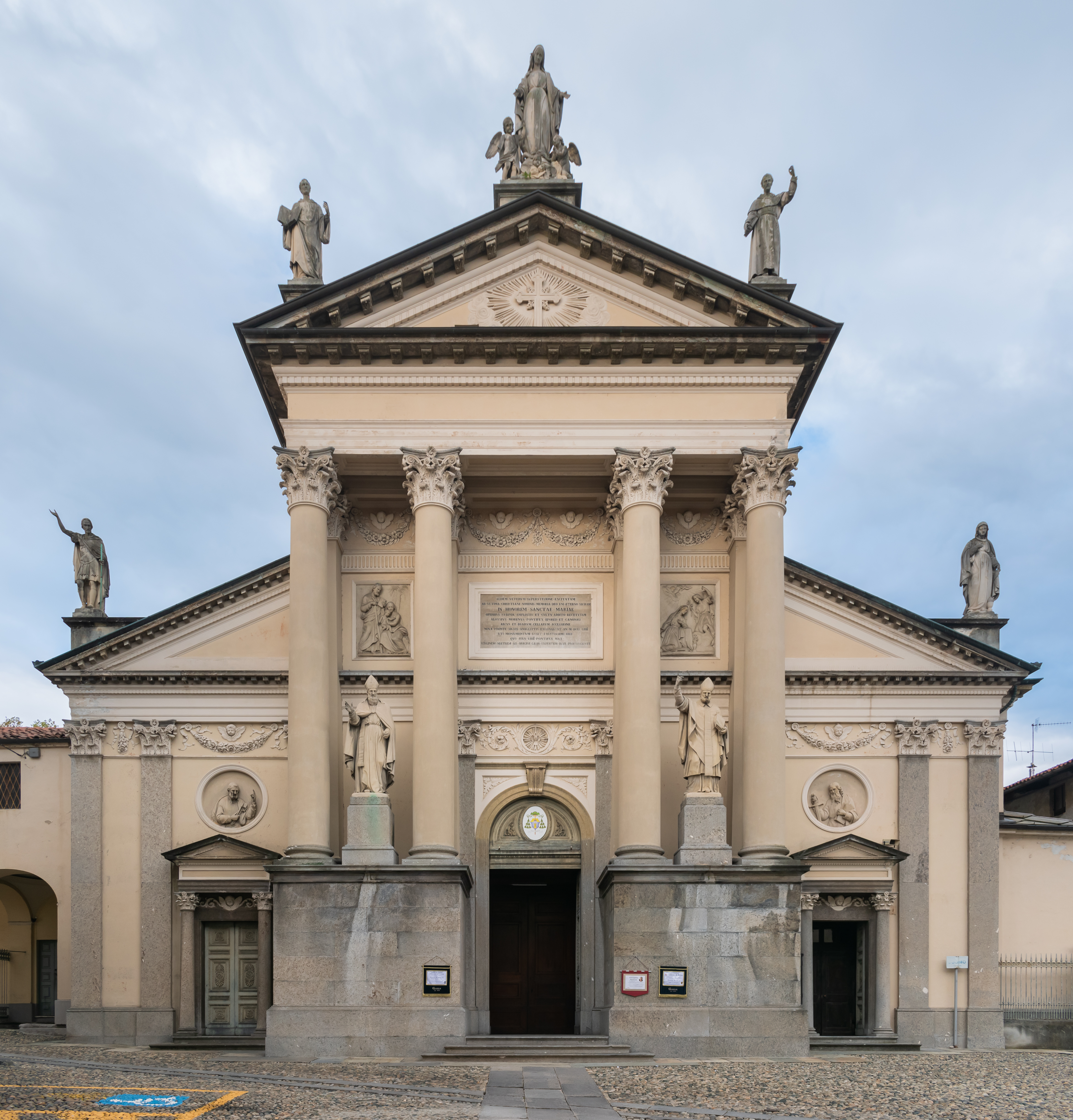
Fasada katedry
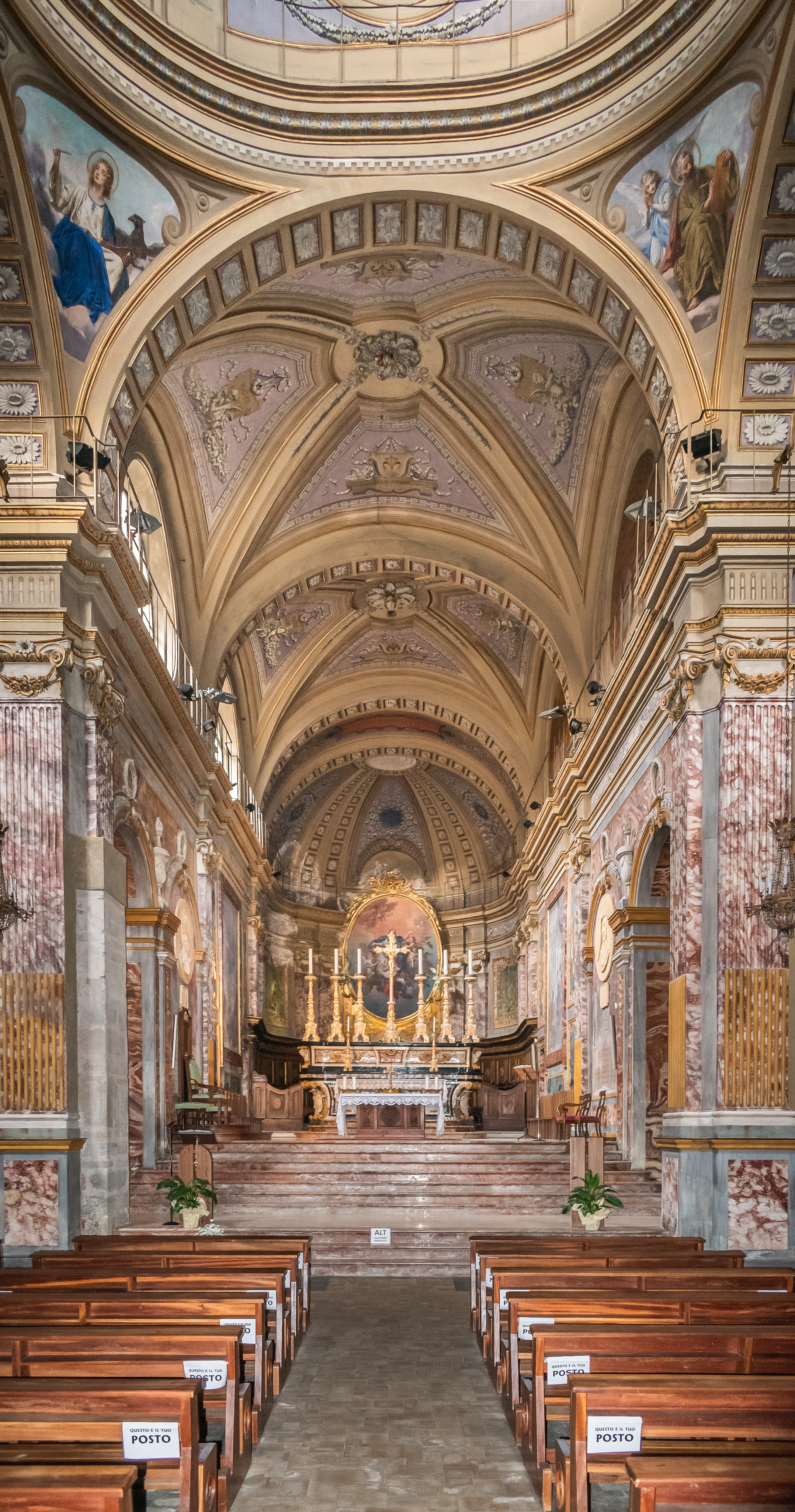
Wnętrze katedry
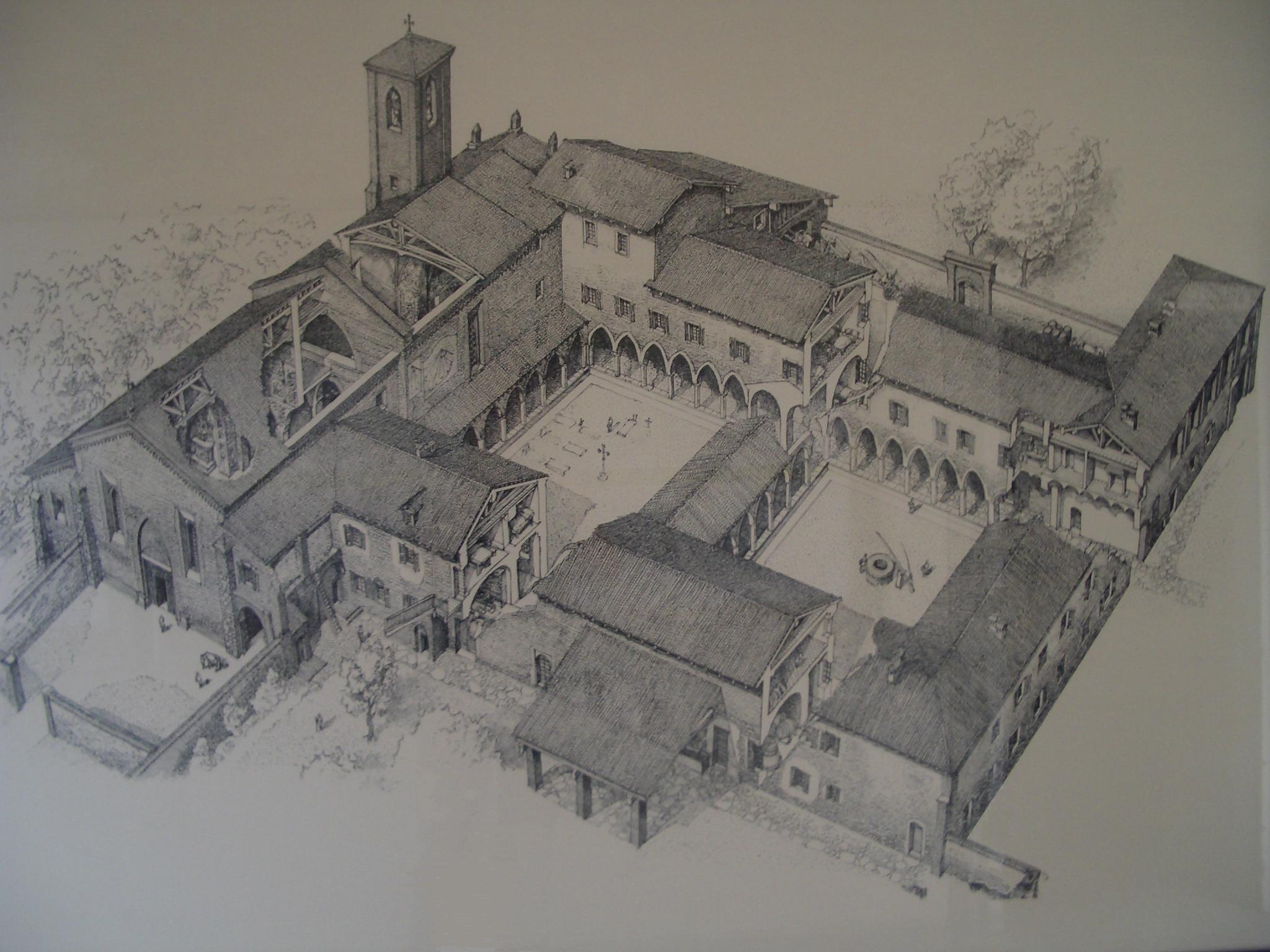
Klasztor San Berardino
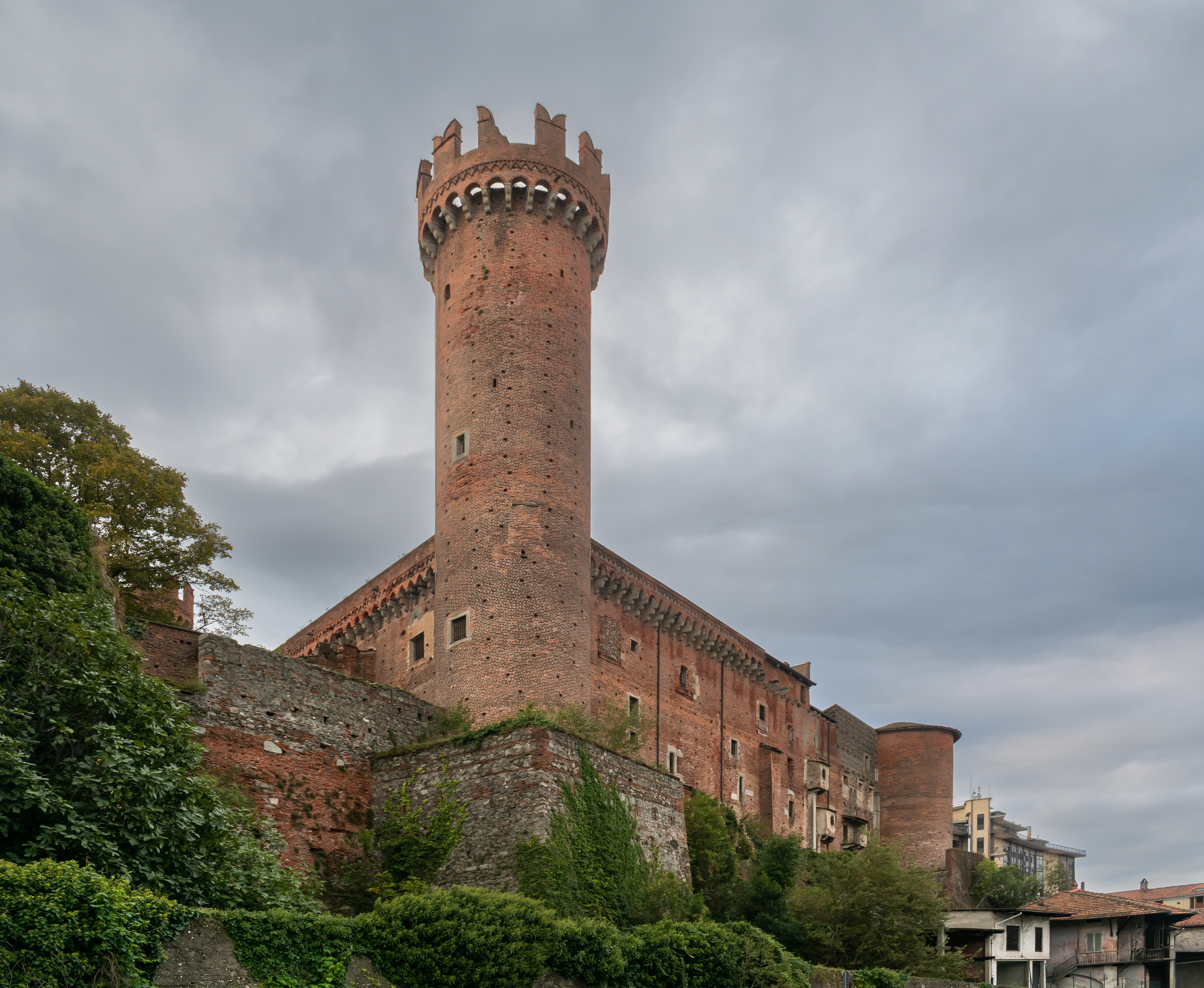
Zamek w Ivrei (XIV w.)